# Карамола
Карамола́ (каз. Қарамола) — село у складі Жанааркинського району Улитауської області Казахстану. Входить до складу Бідайицького сільського округу.
Населення — 39 осіб (2021; 49 у 2009, 69 у 1999, 170 у 1989).
Національний склад станом на 1989 рік:
- росіяни — 42 %;
- казахи — 27 %.

Станом на 1989 рік село називалось Нове.